# Cantón de Moulins-Oeste
El cantón de Moulins-Oeste era una división administrativa francesa que estaba situada en el departamento de Allier y la región de Auvernia.

## Composición
El cantón estaba formado por seis comunas, más una fracción de la comuna de Moulins:
- Aubigny
- Avermes
- Bagneux
- Coulandon
- Montilly
- Moulins (fracción)
- Neuvy

## Supresión del cantón de Moulins-Oeste
En aplicación del Decreto n.º 2014-265, de 27 de febrero de 2014, el cantón de Moulins-Oeste fue suprimido el 22 de marzo de 2015 y sus 7 comunas pasaron a formar parte del nuevo cantón de Moulins-1.